# Paulo Regula
Paulo Roberto da Costa Regula (Sarilhos Pequenos, 3 dicembre 1989) è un ex calciatore portoghese, di ruolo centrocampista.

## Carriera

### Club
Cresce nelle giovanili dello Sporting Lisbona e del Vitória Setúbal. Con quest'ultima esordisce in Primeira Liga, collezionando, in tre anni, 26 presenze e un gol.

### Nazionale
Ha giocato nella nazionale portoghese Under-21.

## Statistiche

### Presenze e reti nei club
Statistiche aggiornate al 7 agosto 2020.
| Stagione               | Squadra                | Campionato             | Campionato | Campionato | Coppe nazionali | Coppe nazionali | Coppe nazionali | Coppe europee | Coppe europee | Coppe europee | Altre coppe | Altre coppe | Altre coppe | Totale | Totale |
| Stagione               | Squadra                | Comp                   | Pres       | Reti       | Comp            | Pres            | Reti            | Comp          | Pres          | Reti          | Comp        | Pres        | Reti        | Pres   | Reti   |
| ---------------------- | ---------------------- | ---------------------- | ---------- | ---------- | --------------- | --------------- | --------------- | ------------- | ------------- | ------------- | ----------- | ----------- | ----------- | ------ | ------ |
| 2008-2009              | Vitória Setúbal        | PL                     | 10         | 0          | TP+TdL          | 0+1             | 0               | -             | -             | -             | -           | -           | -           | 11     | 0      |
| 2009-2010              | Vitória Setúbal        | PL                     | 11         | 1          | TP+TdL          | 1+2             | 0               | -             | -             | -             | -           | -           | -           | 14     | 1      |
| 2010-2011              | Vitória Setúbal        | PL                     | 4          | 0          | TP+TdL          | 0+1             | 0               | -             | -             | -             | -           | -           | -           | 5      | 0      |
| Totale Vitoria Setubal | Totale Vitoria Setubal | Totale Vitoria Setubal | 25         | 1          |                 | 1+4             | 0               | -             | -             | -             | -           | -           | -           | 30     | 1      |
| 2011-2012              | Olhanense              | PL                     | 7          | 0          | TP+TdL          | 3+0             | 1+0             | -             | -             | -             | -           | -           | -           | 10     | 1      |
| 2012-2013              | Naval                  | SL                     | 31         | 6          | TP+TdL          | 2+5             | 2+0             | -             | -             | -             | -           | -           | -           | 38     | 8      |
| 2013-2014              | Olhanense              | PL                     | 16         | 2          | TP+TdL          | 1+0             | 1+0             | -             | -             | -             | -           | -           | -           | 17     | 3      |
| 2014-feb.2015          | Olhanense              | SL                     | 15         | 6          | TP+TdL          | 1+2             | 0               | -             | -             | -             | -           | -           | -           | 18     | 6      |
| Totale Olhanense       | Totale Olhanense       | Totale Olhanense       | 38         | 8          |                 | 5+2             | 2+0             |               | -             | -             |             | -           | -           | 45     | 10     |
| feb.-giu. 2015         | Liteks Loveč           | A-PFG                  | 12         | 1          | KB              | 1               | 0               | -             | -             | -             | -           | -           | -           | 13     | 1      |
| 2015-2016              | Atlético CP            | SL                     | 33         | 6          | TP+TdL          | 1+1             | 1+0             | -             | -             | -             | -           | -           | -           | 35     | 7      |
| mar.-giu. 2017         | Pinhalnovense          | CdP                    | 12         | 2          | TP              | -               | -               | -             | -             | -             | -           | -           | -           | 12     | 2      |
| Totale carriera        | Totale carriera        | Totale carriera        | 151        | 24         | -               | 22              | 5               | -             | -             | -             | -           | -           | -           | 173    | 29     |